# 向前支付
向前支付 描述雪中送炭提供善行给受益人，而受益人不是直接对原来的恩人回报，而是在自己能力允许的时候，向未来碰到困难的第三人提供善行，并不断循环。
本傑明·富蘭克林在1784年4月25日给本杰明韦伯的信中描述了这个概念： 
我不假装这个钱是给你的；我只借给你。当你哪天遇到另一个同样需要的诚实人时，你需要把这笔钱借给他来回报我，让他在有能力并且遇到相似机会的时候通过类似的方式来偿还债务。我希望这个循环在遇到一个阻止其继续的无赖之前，可以经过许多人的手。这是我用一点钱做很多好事的办法。
1. ↑  Franklin, Benjamin. . Macmillan. 1917: 241  [24 November 2017].